# Filchnerella amplivertica
Filchnerella amplivertica är en insektsart som beskrevs av Li, X.-j., D.-c. Zhang och X.-c. Yin 2009. Filchnerella amplivertica ingår i släktet Filchnerella och familjen Pamphagidae. Inga underarter finns listade i Catalogue of Life.